# Autumn Leaves
Autumn Leaves – standard muzyki popularnej i jazzowej. Piosenka została napisana w 1945, przez węgiersko-francuskiego kompozytora Josepha Kosmę do słów Jacques'a Préverta pod tytułem Les Feuilles Mortes. Utwór po raz pierwszy zaśpiewała piosenkarka Cora Vaucaire.
Angielskiego przekładu dokonał Johnny Mercer w 1947. Jedną z pierwszych, którzy wykonywali utwór była Jo Stafford. Utwór stał się standardem w obu językach, a także jako utwór instrumentalny. 
Autorem polskiego przekładu jest Jeremi Przybora, w jego tłumaczeniu piosenka nosi tytuł: Martwe liście. Wojciech Młynarski  z kolei dokonał autorskiej interpretacji tekstu.

## Harmonia
Utwór napisany jest przy zastosowaniu typowych w jazzie sekwencji akordów, dzięki czemu jest chętnie wykonywany przez początkujących muzyków. W tonacji e-moll pierwsza sekwencja wyglądać będzie: Am7, D7, G7+, C7+, fis-moll(-5), H7, Em.

## Wykonawcy
- Nat King Cole
- Édith Piaf
- Keith Jarrett
- Tony Bennett
- Chet Atkins
- Pat Boone
- Dee Dee Bridgewater
- John Coltrane
- Chick Corea
- Barbra Streisand
- Miles Davis
- Helmut Zacharias
- Wynton Kelly
- Cannonball Adderley
- Wynton Marsalis
- Oscar Peterson
- Michel Petrucciani
- Frank Sinatra
- Sarah Vaughan
- Eva Cassidy
- Acker Bilk
- Gene Pitney
- Iwona Loranc
- Diamanda Galás
- Eric Clapton
- Iggy Pop
- Mel Tormé
- Marek Wójcicki
- Chet Baker
- Plácido Domingo
- Grace Jones
- Paul Desmond
- Krystyna Janda
- Magda Umer
- Michał Bajor
- Ledisi
- Ryo Fukui